# Granby såg

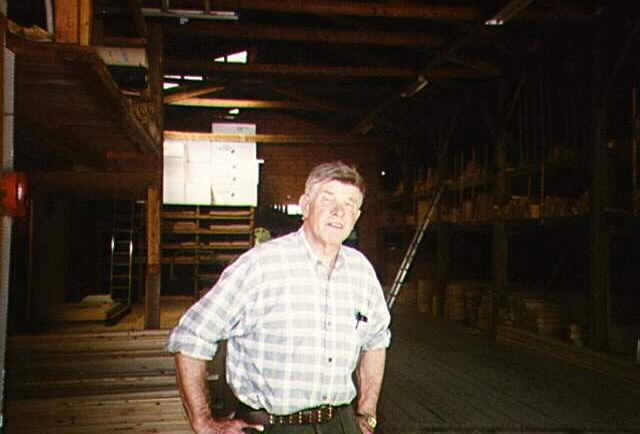
Carl Gustaf Spetz, tidigare delägare och hyvelmästare. Foto från 1998

AB Granby Såg, trä- och byggvarudetaljist i Össeby-Garn i nuvarande Vallentuna kommun. Granby Såg grundades av Teodor Lindman. Lindman kom till trakten 1925, som arrendator av gården Bromseby i sydöstra Össeby-Garn. På Bromseby gård fanns då en vattendriven kvarn, ett vattendrivet sågverk samt ett jordbruk. Lindmans huvudintresse var emellertid sågen och han utvecklade en mindre industri på platsen. En vattenturbin installerades som drivkälla till sågen. Vattnet togs ur den intilliggande sjön Tärnan. Vattnet i sjön räckte dock inte till och ytterligare en kraftkälla anskaffades: en råoljeeldad tändkulemotor. Sågrörelsen växte, en hyvel tillkom för att vidareförädla det sågade virket. Det sågtimmer som behövdes inköptes från stiftelsen Danvikens skogar i den närmaste omgivningen. Lindman drev sågverksamheten i Bromseby till 1942. Då förvärvade han gården Granby i västra delen av Össeby-Garn vid nuvarande Gamla Norrtäljevägen. Granby drevs då enbart som jordbruk, men jordbruket utarrenderades och i anslutning till gården anlade Lindman ett sågverk. Jämfört med Bromseby fanns flera fördelar i Granby, bland annat tillgång till elektrisk ström. Dessutom slapp man långa transporter på dåliga skogsvägar.
Råvaran, sågtimret, inköptes av skogsägare i trakten, dels i form av färdighugget timmer framdraget till bilväg, dels i form av så kallade rotposter - ett parti skog vilket sågverket avverkade och gjorde timmer av och sedan forslade till industrin. Stora leverantörer av råvara var bl.a. gårdarna Hakunge i Össeby-Garn och Rocksta i Angarn. Antalet anställda på sågen låg runt 10 årsverken. Med tiden ändrades inriktningen från enbart sågverk till brädgård och byggvaruhandel som levererade byggmaterial till kunder i Össebytrakten och i Stockholms norra förorter. År 1960 ombildades företaget till aktiebolag och nya delägare trädde in. Företaget sågade efter 1970 inget timmer. De trävaror som såldes skaffades från sågverk i Mellansverige och södra Norrland. I verksamheten ingick hyvleri för tillverkning av profilerat virke såsom lister och panel. Granby Såg ägs och drivs av Björn Holmström.